# Anomalosa oz
Anomalosa oz är en spindelart som beskrevs av Volker W. Framenau 2006. Anomalosa oz ingår i släktet Anomalosa och familjen vargspindlar. Inga underarter finns listade i Catalogue of Life.